# Issoria pupillata
Issoria pupillata är en fjärilsart som beskrevs av Van Mellaerts 1929. Issoria pupillata ingår i släktet Issoria och familjen praktfjärilar. Inga underarter finns listade i Catalogue of Life.